# Pseudonicsara apingan
Pseudonicsara apingan är en insektsart som beskrevs av Sigfrid Ingrisch 2009. Pseudonicsara apingan ingår i släktet Pseudonicsara och familjen vårtbitare. Inga underarter finns listade i Catalogue of Life.